# Therondus granuliformis
Therondus granuliformis är en skalbaggsart som först beskrevs av Thérond 1967.  Therondus granuliformis ingår i släktet Therondus och familjen stumpbaggar. Inga underarter finns listade i Catalogue of Life.